# Sistema social
En ciències socials s'utilitza el concepte de sistema social per a qualsevol de les seves disciplines integrants com: economia, sociologia, política, antropologia, ecologia, dret, treball Social, així com ritus i cultes, etc., ja que el terme té identitat pròpia i definitòria, (igual que estructura social), només que tots dos no són intercanviables perquè són diferents.
Sistema Social és un concepte que explica com es troba establerta la societat, omplint a l'estructura de continguts que interactuen per les xarxes de la mateixa estructura. S'assembla a un organisme total, a un macrosistema (metasistema o sistema de sistemes) per a una anàlisi amb una interpretació total de consens, equilibri, cooperació i ordre dels processos entre actors, les seves relacions i interaccions.